# 维尔欧瓦勒 (默尔特-摩泽尔省)
维尔欧瓦勒（法語：Ville-au-Val，法語發音：[vil o val]）是法国默尔特-摩泽尔省的一个市镇，属于南锡区。

## 地理
维尔欧瓦勒（48°50'54"N, 6°7'16"E）面积5.79 平方千米，位于法国大東部大區默尔特-摩泽尔省，该省份为法国东北部内陆省份，是洛林的一部分，北邻比利时、卢森堡，北起顺时针与摩泽尔省、下莱茵省、孚日省和默兹省接壤。
与维尔欧瓦勒接壤的市镇（或旧市镇、城区）包括：摩泽尔河畔欧特勒维尔、贝洛、伯佐蒙、朗德勒蒙、米勒里、圣热纳维耶夫。

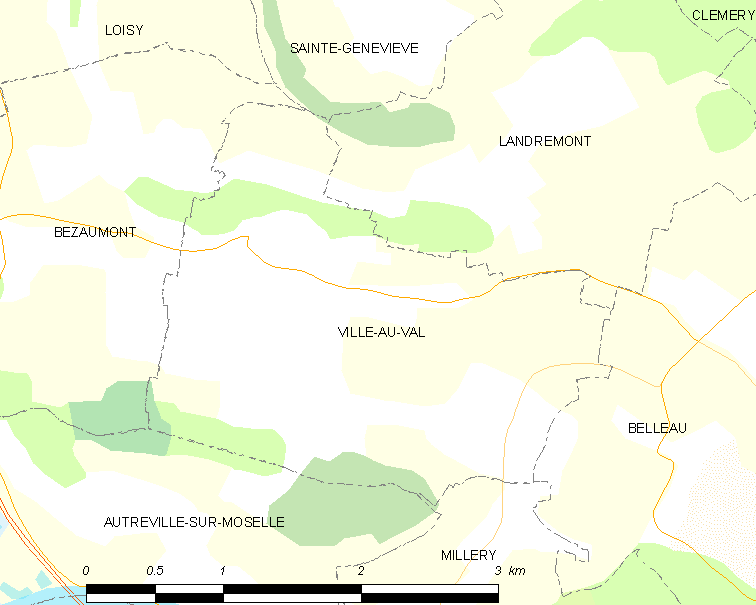
的OSM定位图

维尔欧瓦勒的时区为UTC+01:00、UTC+02:00（夏令时）。

## 行政
维尔欧瓦勒的邮政编码为54380，INSEE市镇编码为54569。

## 政治
维尔欧瓦勒所属的省级选区为塞耶-默尔特河间县。

## 人口

1962-2008年间人口变化图示

维尔欧瓦勒于2022年1月1日时的人口数量为183人。